# Parrocchie della Dominica

Parrocchie della Dominica

La parrocchie della Dominica sono la suddivisione territoriale di primo livello del Paese e sono pari a 10.

## Lista
| Localizzazione | Parrocchia    | Capoluogo     | Popolazione (2011) | Superficie (Km2) |
| -------------- | ------------- | ------------- | ------------------ | ---------------- |
|                | Saint Andrew  | Wesley        | 9 471              | 165              |
|                | Saint David   | Rosalie       | 6 043              | 120              |
|                | Saint George  | Roseau        | 21 241             | 55               |
|                | Saint John    | Portsmouth    | 6 561              | 65               |
|                | Saint Joseph  | Saint Joseph  | 5 637              | 110              |
|                | Saint Luke    | Pointe Michel | 1 668              | 15               |
|                | Saint Mark    | Soufrière     | 1 834              | 15               |
|                | Saint Patrick | Berekua       | 7 622              | 100              |
|                | Saint Paul    | Pont Cassé    | 9 786              | 65               |
|                | Saint Peter   | Colihaut      | 1 430              | 40               |